# قمر وسحر
قمر وسحر - ابنتا العم هو مسلسل درامي اجتماعي رومنسي وتشويق، من إنتاج المركز العربي للإنتاج الإعلامي - الأردن، المنتج عدنان العواملة، المنتج التنفيذي طلال العواملة، كتابة بشير هواري، إخراج محمد عزيزية، بطولة رشيد ملحس، سوسن ميخائيل، صبا مبارك و آخرون.
" الوجدان، الأصالة، القيم، الموروث، معاً تظل حية في نفوسنا، لكننا نقف حيارى أمام رياح المعاصرة، فإلى أين تقودونا الخطى؟" يدور المسلسل حول هذه المقولة، خلال بطلها الشاب البدوي الذي يدرس في امريكا ويعود ليحتار بين ابنتي عمه الأولى تمثل بنت البادية والأخرى تمثل بنت المدينة المعاصرة فايهما سيختار؟.

## قصة المسلسل
يتناول المسلسل قصة شاب من أصل بدوي درس الهندسة في امريكا، يتمتع بحس مرهف حيث يتغنى بـالشعر النبطي البدوي، يغرم بابنة عمه البدوية الجميلة المتعلمة الرياضية الخلوقة التي هي نموذج للفتاة العربية المعاصرة. وعندما يعود إلى مضارب عشيرته الأصلية ينبهر بابنة عمه الأخرى أيضا، فهي نموذج لفتاة البادية التي تمتاز بالذكاء، وركوب الخيل، والشعر، وفوق ذلك تربطه معها ذكريات الطفولة الجميلة، الأمر الذي يجعله لا يعرف بمن يرتبط: بأصالة البادية، أم بنموذج المدينة لمعاصرة؟، فيبقى هذا الشاب حتى نهاية المسلسل في ما بشبه الدائرة المغلقة لما تمثله كل واحدة من ابنتي عمه في دلالة نفسه وعقله. فأيهما يختار؟.

## بطولة
- رشيد ملحس
- صبا مبارك
- جميل عواد
- جولييت عواد